# Kostel Nanebevzetí Panny Marie (Borkovany)
Kostel Nanebevzetí Panny Marie je římskokatolický chrám v obci Borkovany v okrese Břeclav. Jednolodní barokní chrám z roku 1746 je farním kostelem borkovanské farnosti. Je chráněn jako kulturní památka.

## Historie
Filiální kostel v Borkovanech stál již před rokem 1672. Obklopoval jej hřbitov obehnaný zdí. Roku 1753 vznikla v Borkovanech samostatná farnost. V roce 1756 pak zábrdovický klášter, majitel panství, nechal vystavět nový kostel zasvěcený Nanebevzetí Panny Marie. Po zrušení zábrdovického kláštera přešel patronát na náboženský fond a následně v roce 1820 na nové majitele panství, rytíře z Neuwallu. Ti nechali v letech 1821–1822 kostel rekonstruovat. Během cholerové epidemie v roce 1831 došlo ke zrušení hřbitova kolem kostela a jeho přesunutí za ves. Roku 1836 byl obnoven hlavní oltář. V roce 1917, během první světové války, byly rekvírovány dva zvony, nahrazené téhož roku dvěma novými, ocelovými. Tři nové zvony byly pořízeny roku 1929, i ty však byly během druhé světové války zabaveny. Roku 1930 přibyly do nik na průčelí sochy svatého Cyrila a Metoděje. V roce 1939 bylo kněžiště opatřeno malovanými okny a dále zásluhou nového faráře Václava Kostelence pořízen nový hlavní oltář od brněnské firmy bratří Kotrbů. Oltář byl vysvěcen v srpnu 1940. Roku 1941 byly od stejných autorů pořízeny dva nové boční oltáře. V roce 1943 dostal kostel nová malovaná okna lodi. Na konci války v roce 1945 utrpěl kostel několik zásahů dělostřeleckými granáty, které značně poničily především věž. Roku 1946 byly opraveny válečné škody a také přistavěn portikus před vstupní průčelí. Roku 1969 dostal kostel dva nové zvony. Ve 2. polovině 20. století proběhly úpravy interiéru podle pojetí druhého vatikánského koncilu.

## Popis
Kostel Nanebevzetí Panny Marie stojí v centru obce, na návrší při západním okraji návsi. Jedná se o podélnou jednolodní západo-východně situovanou stavbu. Základem je podélná loď, zakončená na západě půlkruhovým kněžištěm. K jeho severní straně přiléhá hranolová sakristie. Východní průčelí obsahuje portikus se vchodem podvěžím, nad ním je protáhlé okno s obloukovým zaklenutím. V ose průčelí vystupuje nízký rizalit, přecházející do hranolové věže. Po stranách rizalitu jsou dvě mělké niky se sochami svatého Cyrila a Metoděje. Fasády kněžiště jsou hladké, fasády lodi člení pilastry završené římsovým kladím. Mezi římsami jsou prolomena okna se segmentovým zaklenutím. Okna v kněžišti, lodi a východním průčelí jsou vyplněna novodobými malovanými skly. Kněžiště je zaklenuto valenou klenbou, s navazujícím lunetovým závěrem. Sakristie má valenou klenbu s výsečemi. Také loď je zaklenuta valeně, s dotýkajícími se výsečemi. Klenební patky jsou neseny pilastry. Ve východní části lodi stojí hudební kruchta, nesená litinovými sloupy.
Hlavní oltář obsahuje obraz Nanebevzetí Panny Marie zhotovený kolem roku 1800, přemalovaný roku 1906. Je zasazený do novodobého vyřezávaného zdobeného rámu od Heřmana Kotrby. Dále jsou zde dva protějškové boční retabulární oltáře Panny Marie a Božského srdce od stejného autora. Přízední kazatelna pochází z konce 18. století. Novodobý obětní stůl zdobený cínovou plastikou poslední večeře vytvořil Ludvík Kolek.
Ve věži visí původní zvon z roku 1733 a dva nové zvony, Sv. Cyril (540 kg) a Panna Maria (460 kg), ulité roku 1969 v Martinicích.